# Irrsee
Der Irrsee oder Zeller See (auch Zellersee) ist ein See in Oberösterreich nahe der Grenze zu Salzburg. Er ist der wärmste See des Salzkammergutes und steht unter Naturschutz. Der Irrsee ist relativ naturbelassen und ist mit den ihn umgebenden Mooren ein Lebensraum vieler gefährdeter Tier- und Pflanzenarten.

## Geographie
Der Irrsee liegt auf einer Höhe von 553 m ü. A. und ist gut 41⁄2 km lang. und um 1 km breit. Zusammen mit dem Fuschlsee ist er der oberste größere See einer Seenkette der Salzkammergutseen, die sich über den Mondsee zum Attersee fortsetzt.
Der Irrsee liegt in einer in Nord-Süd-Richtung verlaufenden Senke der Flyschzone, die von eiszeitlichen Moränen umgeben ist. Das langgestreckte Seebecken hat eine annähernd rechteckige Form.  Das Westufer fällt steiler als das Ostufer, Nord- und Südufer fallen sehr flach ab. Westlich des Irrsees befindet sich der Kolomannsberg. Am Ostufer liegt Zell am Moos, zu dessen Gemeindegebiet die gesamte Seefläche gehört. Im Norden schließt die Gemeinde Oberhofen am Irrsee an, im Süden die Gemeinde Tiefgraben.
Der See besteht aus einem kleineren, 27 m tiefen nördlichen und einem größeren, 32 m tiefen südlichen Becken, die durch einen  Rücken in 21 m Tiefe getrennt werden.

## Hydrologie
Der Irrsee wird von mehr als 20 kleineren Bächen und unterseeischen Quellen gespeist und fließt über die Zeller Ache zum südöstlich gelegenen Mondsee ab. Der mittlere Abfluss beträgt 1,3 m³/s, die theoretische Wasseraustauschzeit 1,3 Jahre.
Wegen des geringen Volumens und der windgeschützten Lage friert der Irrsee regelmäßig zu, wobei die Dauer der Eisbedeckung zwischen einer Woche und zwei Monaten schwanken kann.

## Geologie
In den Eiszeiten war das Attersee-Mondsee-Becken wie der Bereich der anderen heutigen Salzkammergutseen vom mächtigen Traungletscher bedeckt. Dieser formte teils tiefe Wannen, an den Gletscherenden als Zungenbecken bezeichnet. Der Irrsee ist vermutlich gegen Ende der Würm-Eiszeit vor rund 17.000 Jahren entstanden, als sich der Traungletscher zurückzog und die Zungenbecken sich mit Schmelzwasser füllten. Die Verlandungszonen mit Mooren und Feuchtwiesen im Norden und Süden deuten darauf hin, dass der See am Ende der Eiszeit fast doppelt so lang wie heute war.

## Limnologie
Die Sichttiefe wird zeitweise durch mineralische Trübe, biogene Entkalkung und das Phytoplankton beeinflusst. Ab etwa 1985 hat sich als Folge der Sanierungsbestrebungen die Wasserqualität in allen Teilen des Sees verbessert, er wird heute als oligotroph bis oligotroph-mesotroph eingestuft, die mittlere Sichttiefe beträgt 5,0 m.

## Flora und Vegetation
Die Ufer sind großteils unverbaut und naturbelassen, sie sind in weiten Abschnitten von einem Schilfgürtel, Verlandungsmooren und Feuchtwiesen umgeben.
In den Verlandungsbereichen und Feuchtwiesen finden sich viele niedrig wachsende Sauergräser wie Alpen-Haarbinse, Kopfbinsen oder Davall-Segge sowie Pfeifengraswiesen, auf denen neben dem Pfeifengras u. a. Blutwurz, Schwalbenwurz-Enzian oder Echte Betonie wachsen. Im Nordmoor des Irrsees befinden sich kleine Teiche mit nennenswerten Beständen an Teichrosen und Seerosen.

## Fauna

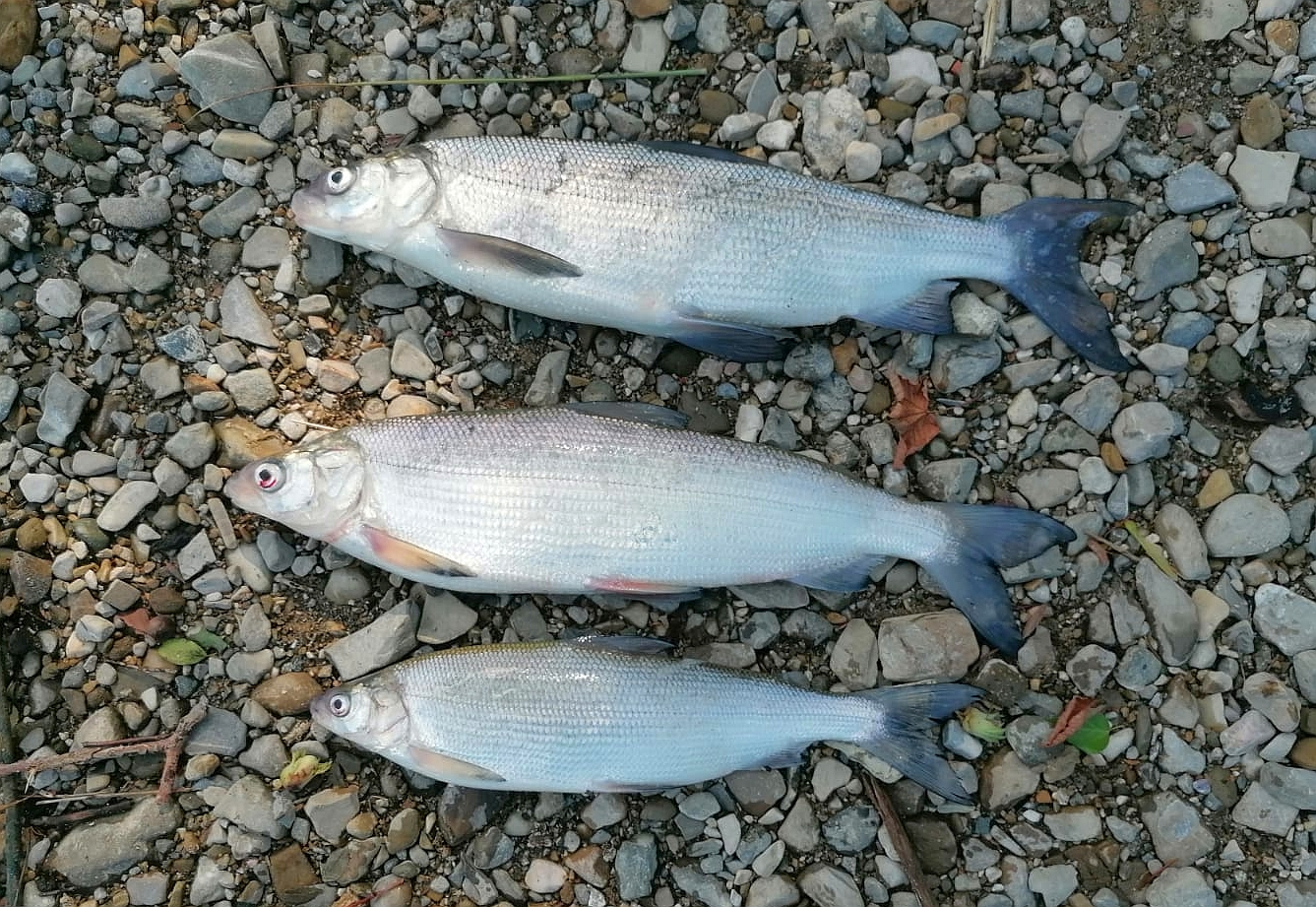
Reinanken aus dem Irrsee

Zu den hauptsächlich vorkommenden Fischarten zählen Hecht, Reinanke, Karpfen, Schleie, Brachse, Aal, Zander, Wels und Aitel.
Die Moore und Feuchtwiesen um den Irrsee sind wichtige Lebensräume für zahlreiche spezialisierte und gefährdete Tierarten. So finden sich hier mehrere an Feuchtlebensräume gebundene Insektenarten wie die Sumpfschrecke, das Moorwiesenvögelchen oder der Kleine Blaupfeil. Auch zahlreiche Vogelarten haben hier ihr – z. T. landesweit einziges – Brutgebiet, insbesondere der Große Brachvogel und das Braunkehlchen.

## Naturschutz

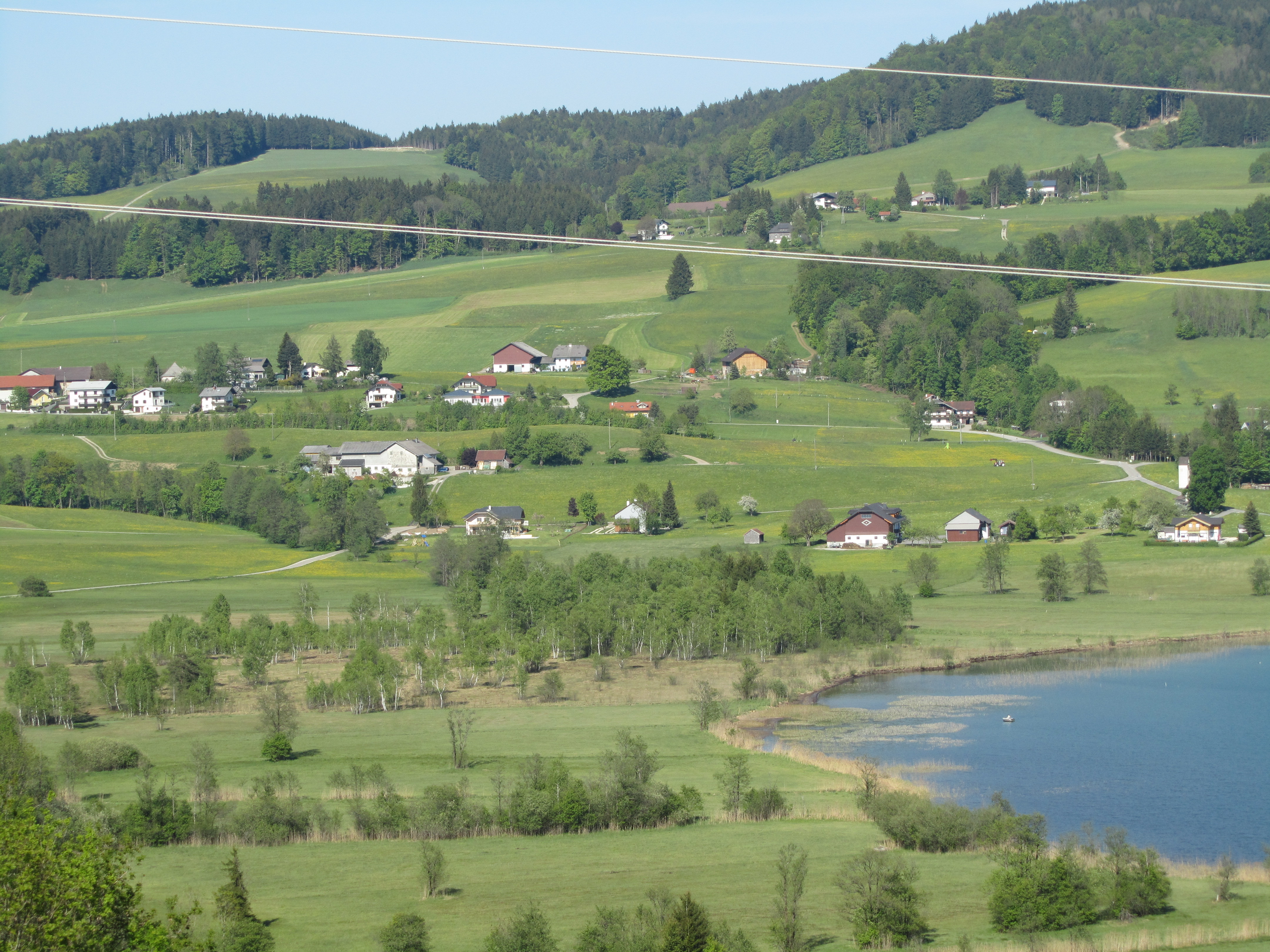
Irrsee-Nordmoor

Die gesamte Seefläche steht als Naturschutzgebiet Zellersee (Irrsee) mit 349,1935 Hektar unter Schutz (n018). Der See verfügt über teils noch guten Schilfgürtel.
Am Irrsee ist eine prinzipielle Seeuferschutzzone von 500 m eingerichtet, und Teile der umgebenden Moorwiesen stehen ebenfalls unter Naturschutz, dem Naturschutzgebiet Irrsee-Moore (n109) mit 52,0004 ha. Es umfasst die Verlandungsmoore mit überwiegender Streuwiesennutzung und Sukzessionsstadien und zerfällt in etliche Teilflächen:
- das Irrsee-Nordmoor, ein Schlammseggenried mit Erlenbruch
- das Laiter-Moos beim Badeplatz Moosmühle in Laiter am Nordostufer, ein Davallseggenried
- das Grabenmoos um den Grabenbach zwischen Graben und Ramsau
- das Zellermoos bei Zell am Moos, kleinerer Rest eines Steifseggenrieds
- und die Mooswiesen am Irrsee-Südufer, nördlich des Badeplatzes, das Abflussmoos an der Zeller Ache, sowie am Iltisbach und beim Gasthof Pöllmann am Südwestufer, Übergänge von Steifseggenried zu Wirtschaftswiesen

## Tourismus
Aufgrund der relativ hohen Wassertemperaturen im Sommer ist der Irrsee ein beliebter Badesee. Er wird bis zu 27 °C warm und gilt als guter Badesee, ist aber viel weniger besucht als die anderen großen Seen und hat vergleichsweise sanfte Tourismusinfrastruktur. An seinen Ufern befinden sich mehrere Strandbäder (insbesondere in Laiter am nördlichen Ostufer, im Ort Zell am Moos und am Südende in der Gemeinde Tiefgraben) und Campingplätze. Weite Uferabschnitte, besonders am Westufer, sind Privatbadeplätze (der Rest des Ufers ist als Naturschutzgebiet unzugänglich und moorig oder schilfig). Die Badewasserqualität ist ausgezeichnet (blau nach GZÜV), in manchen Jahren, besonders bei wenig Frischwasserzufluss in trockenen Sommern, nur gut (grün). Auch die Fischerei spielt eine wichtige Rolle. Bei einer tragfähigen Eisdecke wird der See im Winter von Eisläufern und Eisstockschützen genutzt.

## Kultur

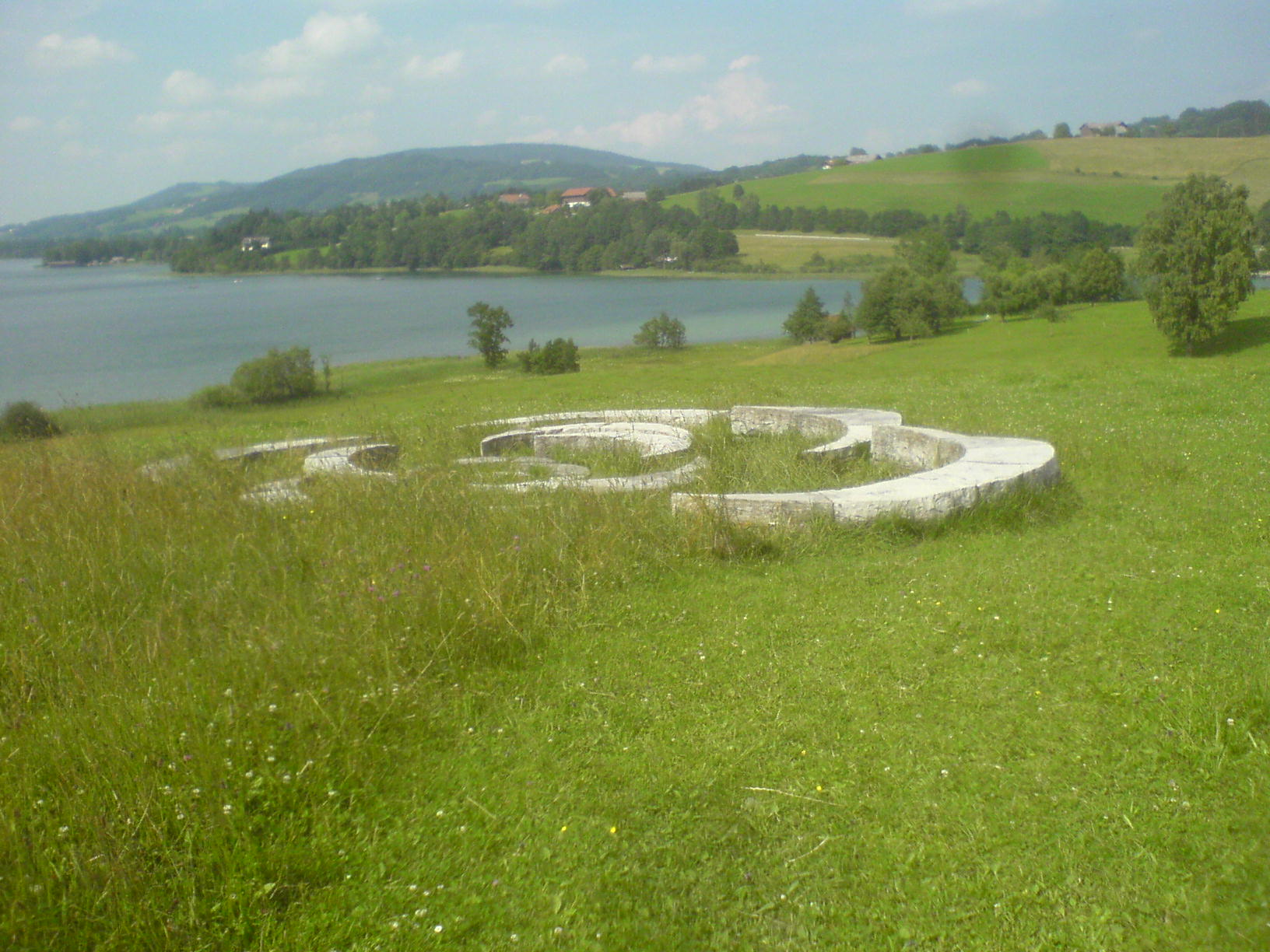
Sjoerd Buisman: Phyllotaxis-Irrsee

Im Rahmen des Projekts Mondsee Land Art wurden 1999 auch am Ufer des Irrsees zwei Kunstwerke installiert.
Am Badeplatz in Zell am Moos befand sich die Gekippte Fläche von Benoît Tremsal. 
Auf einer Anhöhe am Südufer befindet sich eine Skulptur von Sjoerd Buisman, Phyllotaxis-Irrsee. Sie stellt den Schnitt durch den Blattstand einer Stangensellerie dar, der an die Uferform des Sees erinnern soll.